# Kampire Dior
Kampire Dior je hora vysoká 7 168 m n. m. v severozápadní části pohoří Karákóram v Pákistánu.

## Charakteristika
Vrchol leží na Pákistánem ovládaném území Gilgit-Baltistán na západním konci ledovce Batura. 2.1 km severovýchodně od hlavního vrcholu se nachází vedlejší vrchol Kampire Dior II vysoký 6 572 m.

## Prvovýstup
Prvovýstup na Kampire Dior provedla japonská expedice dne 14. června 1975 západním hřebenem. Mezi prvovýstupci byli horolezci Kazushige Takami, Sakae Mori, Yoji Teranishi a Yasuhide Hayashi.
Prvovýstup na Kampire Dior II se zdařil v roce 1986 přes východní hřeben.